# Ріс Іванс
Рис Іванс (англ. Rhys Ifans, уельська вимова [rɨːs ˈivans]; ім'я при народженні: Ріс Оуайн Еванс (англ. Rhys Owain Evans), 22 липня 1967, Гейверфордвест, Уельс, Велика Британія) — валлійський актор та музикант. Відомий ролями: Спайка у фільмі «Ноттінг Гілл», Джеда Перрі у «Нестерпному коханні» та «Витрішкуватого» Пола у «Кевін і Перрі покажуть усім».

## Ранні роки
Народився 22 липня 1967 року у Гейверфордвесті уельського графства Пембрукшир у родині освітян. Виріс в місті Ратін у Північному Уельсі, і здобув початкову освіту в школі Ysgol Pentrececleyn. Навчався у школі Ysgol Maes Garmon у Флінтшір.

## Кар'єра

### Театр
У 18 років поїхав до Лондона вивчати акторську майстерність. Грав у лондонському Королівському національному театрі та королівському театрі у Манчестері. У 2016 році грав блазня у постановці «Короля Ліра» у лондонському театрі The Old Vic. Зимою 2017 року в тому ж театрі грав Ебенезера Скруджа у постановці «Різдвяної пісні». У 2018 році у Національному театрі грав у п'єсі «Король помирає» за твором Ежена Йонеско.

### Телебачення
У 1990 році Ріс Іванс був ведучим дитячої вікторини Sdwnsh на каналі S4C, а також брав участь у ще кількох телевізійних проєктах.
У 2016 та 2017 роках Іванс знімався у серіалі Берлінська резидентура в ролі американця, агента ЦРУ.

### Кінематограф
У 2000 році був номінантом на премію BAFTA як кращий актор другого плану за роль Спайка у фільмі «Ноттінг Гілл», однак перемогу отримав Джуд Лоу.
У 2005 році Ріс став володарем BAFTA за роль Пітера Кука в телевізійному фільмі «Неверленд».

### Відеокліпи та кар'єра музиканта
Паралельно з акторством займався часто музикою. Протягом деякого часу був вокалістом рок-гурту Super Furry Animals. З 2007 року актор почав виступати в складі валлійського психоделічного рок-гурту The Peth, перший концерт якого відбувся 28 вересня 2008 року у популярному концертному залі Британії Southampton Soul Cellar.

### Особисте життя
Молодший брат Ріса, Ллір, теж актор. Брати разом знімалися у фільмі «Місто-близнюк».
Був у відносинах з Сієною Міллер, просив її руки. Після розриву з Сієною був помічений в компанії з Кімберлі Стюарт. У 2011—2013 роках зустрічався з акторкою Анною Фріл.

## Фільмографія
| Рік       |    | Назва українською                             | Назва мовою оригіналу                          | Роль                               |
| --------- | -- | --------------------------------------------- | ---------------------------------------------- | ---------------------------------- |
| 1991      | с  |                                               | Spatz                                          | Дейв                               |
| 1993      | с  |                                               | Nightshift                                     |                                    |
| 1995      | ф  | Вуличне життя                                 | Streetlife                                     | Кевін                              |
| 1996      | ф  | Серпень                                       | August                                         | Гріфітс                            |
| 1996      | с  |                                               | Shakespeare Shorts                             | Макбет                             |
| 1997      | ф  | Смерть батька                                 | The Deadness of Dad                            | Дей                                |
| 1997      | ф  | Місто-близнюк                                 | Twin Town                                      | Джеремі Л'юіс                      |
| 1997      | ф  |                                               | The Sin Eater                                  |                                    |
| 1997      | с  |                                               | Trial & Retribution                            | Майкл Данн                         |
| 1998      | ф  |                                               | Dancing at Lughnasa                            | Джеррі Еванс                       |
| 1999      | ф  |                                               | Heart                                          | Алекс Медден                       |
| 1999      | ф  | Ноттінг Гілл                                  | Notting Hill                                   | Спайк                              |
| 1999      | ф  |                                               | Janice Beard 45 WPM                            | Шон                                |
| 1999      | ф  |                                               | You're Dead…                                   | Едді                               |
| 1999      | мф |                                               | Hooves of Fire                                 | головний ельф (голос)              |
| 2000      | ф  |                                               | Rancid Aluminium                               | Піт Томпсон                        |
| 2000      | ф  | Лондонські пси                                | Love, Honour and Obey                          | Меттью                             |
| 2000      | ф  |                                               | Kevin & Perry Go Large                         | Пол                                |
| 2000      | ф  | Дублери                                       | The Replacements                               | Найджел Графф                      |
| 2000      | ф  | Ніккі-диявол молодший                         | Little Nicky                                   | Адріан                             |
| 2001      | ф  | Природа людини                                | Human Nature                                   | Пафф                               |
| 2001      | ф  |                                               | Hotel                                          | Трент Стокен                       |
| 2001      | мф |                                               | Christmas Carol: The Movie                     | Боб Кретчіт (голос)                |
| 2001      | ф  |                                               | The 51st State                                 | Ікі                                |
| 2001      | ф  | Корабельні новини                             | The Shipping News                              | Бофілд Натбім                      |
| 2002      | ф  | Одного разу в Середній Англії                 | Once Upon a Time in the Midlands               | Дек                                |
| 2003      | ф  |                                               | Danny Deckchair                                | Денні Морган                       |
| 2004      | ф  | Ярмарок марнославства                         | Vanity Fair                                    | майор Вільям Доббін                |
| 2004      | ф  | Випробовування коханням                       | Enduring love                                  | Джед                               |
| 2004      | тф |                                               | Not Only But Always                            | Пітер Кук                          |
| 2005      | мф |                                               | El sueño de una noche de San Juan              | Лісандр (голос)                    |
| 2005      | ф  | Хромофобія                                    | Chromophobia                                   | Колін                              |
| 2005      | ф  |                                               | The Undertaker                                 | The Undertaker                     |
| 2006      | ф  | Гарфілд 2: Історія двох кішечок               | Garfield: A Tail of Two Kitties                | МакБанні (голос)                   |
| 2007      | ф  | Чотири останні пісні                          | Four Last Songs                                | Діккі                              |
| 2007      | ф  | Молодий Ганнібал                              | Hannibal Rising                                | Владис Грутас                      |
| 2007      | ф  | Єлизавета: Золотий вік                        | Elizabeth: The Golden Age                      | Роберт Рестон                      |
| 2008      | ф  |                                               | Come Here Today                                | Алекс                              |
| 2008      | с  |                                               | The Last Word Monologues                       | Хью                                |
| 2008      | тф |                                               | A Number                                       | Бернард 1 / Бернард 2 / Майкл Блек |
| 2008      | ф  | Інформатори                                   | The Informers                                  | Роджер                             |
| 2009      | ф  | Рок-хвиля                                     | The Boat That Rocked                           | Гевін Кавана                       |
| 2009      | ф  | Пан Ніхто                                     | Mr. Nobody                                     | батько Немо                        |
| 2010      | ф  | Ґрінберґ                                      | Greenberg                                      | Іван Шранк                         |
| 2010      | ф  | Гарний малий                                  | Mr. Nice                                       | Говард Маркс                       |
| 2010      | ф  | Моя жахлива няня: Великий бум                 | Nanny McPhee and the Big Bang                  | Філ Грін                           |
| 2010      | ф  | Ігри пристрасті                               | Passion Play                                   | Сем Адамо                          |
| 2010      | ф  | Вихід через сувенірну крамницю                | Exit Through the Gift Shop                     | голос за кадром                    |
| 2010      | ф  | Гаррі Поттер і Смертельні реліквії: Частина 1 | Harry Potter and the Deathly Hallows: Part 1   | Ксенофіліус Лавгуд                 |
| 2011      | ф  |                                               | The Organ Grinder's Monkey                     | Рис                                |
| 2011      | ф  | Анонімус                                      | Anonymous                                      | Едвард де Вер, 17-й граф Оксфорд   |
| 2011      | с  | Неверленд                                     | Neverland                                      | Капітан Гак                        |
| 2012      | ф  | 5 років майже одружені                        | The Five-Year Engagement                       | Вінтон Чайлдс                      |
| 2012      | ф  | Нова Людина-павук                             | The Amazing Spider-Man                         | Курт Коннорс/Ящір                  |
| 2013      | с  | Плейхаус                                      | Playhouse Presents                             | Кріс; 2 сезон 12 епізод «Gifted»   |
| 2013—2014 | с  | Елементарно                                   | Elementary                                     | Майкрофт Холмс                     |
| 2013      | ф  |                                               | Another Me                                     | Дон                                |
| 2013      | ф  | Серена                                        | Serena                                         | Галловей                           |
| 2014      | ф  |                                               | Squirrels to the Nuts                          | Сет Гілберт                        |
| 2014      | ф  | Мадам Боварі                                  | Madame Bovary                                  | монсеньйор Лере                    |
| 2015      | ф  | Під покровом молочного лісу                   | Under Milk Wood                                | капітан Кет                        |
| 2016      | ф  | Сноуден                                       | Snowden                                        | Корбін О'Брайан                    |
| 2016      | ф  | Аліса в Задзеркаллі                           | Alice in Wonderland: Through the Looking Glass | Заник Хайтопп                      |
| 2016—2019 | с  | Берлінська резидентура                        | Berlin Station                                 | Гектор ДеЖан                       |
| 2016      | ф  |                                               | Dominion                                       | Ділан Томас                        |
| 2019      | ф  | Державні таємниці                             | Official Secrets                               | Ед Вільям                          |
| 2020      | ф  |                                               | Misbehaviour                                   | Саллі Александер                   |
| 2021      | ф  | Kingsman: Велика гра                          | Kingsman: The Great Game                       | Григорій Распутін                  |
| 2021      | ф  |                                               | The Phantom of the Open                        | Ламберт                            |
| 2021      | ф  | Людина-павук: Додому шляху нема               | Spider-Man: No Way Home                        | Курт Коннорс / Ящір                |
| 2022      | с  | Дім Дракона                                   | House of the Dragon                            | Отто Гайтавер                      |
| 2024      | ф  | Веном: Останній Танець                        | Venom: The Last Dance                          | Мартін                             |
| 2025      | ф  | Спадок                                        | Inheritance                                    | Сем                                |